# Цианид палладия(II)
Цианид палладия(II) — неорганическое соединение, 
соль металла палладия и синильной кислоты с формулой Pd(CN)2,
желтоватые кристаллы,
не растворяется в воде.

## Получение
- Действие цианистого калия на избыток хлорида палладия(II):

{\displaystyle {\mathsf {PdCl_{2}+2KCN\ {\xrightarrow {}}\ Pd(CN)_{2}\downarrow +2KCl}}}

## Физические свойства
Цианид палладия(II) образует желтоватые кристаллы,
не растворяется в воде и этаноле, 
растворяется в синильной кислоте и растворах цианидов.

## Химические свойства
- Реагирует с синильной кислотой:

{\displaystyle {\mathsf {Pd(CN)_{2}+2HCN\ {\xrightarrow {}}\ H_{2}[Pd(CN)_{4}]}}}